# Florian Rousseau
Florian Rousseau (* 3. února 1974 Orléans) je bývalý francouzský dráhový cyklista. Získal tři zlaté olympijské medaile, v Atlantě roku 1996 v závodě na jeden kilometr s pevným startem, v Sydney roku 2000 v keirinu a týmovém závodě ve sprintu. Ze stejných her má též stříbro ze sprintu individuálního. Má rovněž deset zlatých z mistrovství světa. Po skončení závodní kariéry se stal trenérem.